# Andreas Hapkemeyer
Andreas Hapkemeyer (* 23. August 1955 in Osnabrück) ist ein in Südtirol lebender Germanist, Kunsthistoriker und Museumsexperte.

## Biographie
Hapkemeyer wuchs seit 1967 in Bozen auf und studierte 1974–1981 in Innsbruck Kunstgeschichte und Germanistik. Von 1981 bis 1982 war er Teaching Assistant für deutsche Sprache und Literatur an der University of Waterloo in Ontario, Kanada. Von 1983 bis 1988 arbeitete er als Lektor für deutsche Sprache und Literatur an der Universität Messina. Seit 1992 nahm er Lehraufträge an den Instituten für Kunstgeschichte und Germanistik der Universität Innsbruck, später auch in Klagenfurt, Salzburg und Bozen wahr. 1995 erfolgte Hapkemeyers Habilitation in Neuerer deutscher Literatur. Nach einer Assistenzzeit ab 1988 war er von 2000 bis 2006 Leiter des Museion, des Museums für moderne und zeitgenössische Kunst in Bozen. Er erarbeitete Ausstellungen u. a. mit Lawrence Weiner, Maurizio Nannucci, Heinz Gappmayr, Hamish Fulton, Matt Mullican, Raymond Pettibon und zu den Themen Foto-Text, Horizontale, Kunst und Werbung, neue Zeichnung. In den Jahren 2007–08 fungierte er als Koordinator der Manifesta 7, der European Biennial for Contemporary Art (Bozen/Trient). Von 2006 bis 2013 war er Board Member der International Foundation Manifesta (Amsterdam). Seit 2010 ist er verantwortlich für Forschung und Lehre am Museion (Schwerpunkt Bild-Text-Beziehungen).

## Werke (in Auswahl)
- Die Sprachthematik in der späten Prosa Ingeborg Bachmanns. Todesarten und Sprachformen, Europäische Hochschulschriften 496, Frankfurt (Lang) 1982.
- Ingeborg Bachmann. Bilder aus ihrem Leben, München (Piper) 1983.
- Nie, Piesport/Bozen (Ottenhausen Verlag – Edition Spatia) 1988.
- Transformationen. Zum Wort Nie Piesport/Bozen (Ottenhausen Verlag – Edition Spatia) 1989.
- Ingeborg Bachmann. Entwicklungslinien in Leben und Werk, Wien (Verlag der Österreichischen Akademie der Wissenschaften) 1991.
- Diavolerie. Studio su Dürrenmatt, Mailand (Guerini) 1991.
- Höll’ und Teufel. Ein Motivkomplex bei Friedrich Dürrenmatt, Innsbrucker Beiträge zur Kulturwissenschaft 1995.
- Language in Art. Sprachliche Strukturen in der Gegenwartskunst. Beispiele aus dem Museion – Museum für moderne und zeitgenössische Kunst Bozen, Regensburg (Lindinger + Schmid) 2004.
- ... und das soll Dichtung sein. Untersuchungen zur 'neuen Sprache' in Lyrik und Kunst seit den 1950er Jahren, Würzburg (Königshausen & Neumann), 2012.
- Hans Glauber. Bilder aus der mechanischen Stadt, Bozen/Wien (Folio), 2013.
- Erlebnis Kunst in Südtirol. Von Fratzen, Fresken und Fassaden, Bozen/Wien (Folio) 2016.